# Gary Farmer
Gary Dale Farmer (Ohsweken, 12 giugno 1953) è un attore canadese.
Ha iniziato la sua carriera verso la fine degli anni ottanta ed è principalmente noto in film, come The Score con Robert De Niro, Edward Norton e Marlon Brando e Dead Man, un film di Jim Jarmusch con Johnny Depp.

## Filmografia parziale

### Cinema
- Scuola di polizia (Police Academy), regia di Hugh Wilson (1984)
- The Believers - I credenti del male (The Believers), regia di John Schlesinger (1987)
- Braccio vincente (The Big Town), regia di Ben Bolt (1987)
- Oltre la riserva (Powwow Highway), regia di Jonathan Wacks (1989)
- Faccia di rame (Renegades), regia di Jack Sholder (1989)
- La collina del demonio (The Dark Wind), regia di Errol Morris (1991)
- Come difendersi dalla mamma (Ed and His Dead Mother), regia di Jonathan Wacks (1993)
- Sioux City, regia di Lou Diamond Phillips (1994)
- Il cavaliere del male (Tales from the Crypt: Demon Knight), regia di Ernest R. Dickerson (1995)
- Dead Man, regia di Jim Jarmusch (1995)
- Ghost Dog - Il codice del samurai (Ghost Dog: The Way of the Samurai), regia di Jim Jarmusch (1999)
- Guardo, ci penso e nasco (Delivering Milo), regia di Nick Castle (2001)
- The Score, regia di Frank Oz (2001)
- West Wing - Tutti gli uomini del Presidente (The West Wing) - serie TV, episodio 3x07 (2001)
- Il ladro di orchidee (Adaptation.), regia di Spike Jonze (2002)
- Big Empty - Tradimento fatale (Big Empty), regia di (2003)
- Swing Vote - Un uomo da 300 milioni di voti (Swing Vote), regia di Joshua Michael Stern (2008)
- First Cow, regia di Kelly Reichardt (2019)

### Televisione
- Miami Vice – serie TV, episodio 5x04 (1989)
- Forever Knight – serie TV, 23 episodi (1992-1994)
- Resident Alien – serie TV, 19 episodi (2021-2025)
- The English – miniserie TV, puntate 2-3 (2022)

## Doppiatori italiani
Nelle versioni in italiano delle opere in cui ha recitato, Gary Farmer è stato doppiato da:
- Roberto Pedicini in Dead Man, Ghost Dog - Il codice del samurai
- Dario Oppido in Big Empty - Tradimento fatale
- Guido Cerniglia in Il cavaliere del male
- Mario Bombardieri in The Score
- Roberto Fidecaro in Resident Alien
- Gianni Giuliano in The English